# جان مالیسیلا
جان مالیسیلا (انگلیسی: John Malecela؛ زادهٔ ۱۹ آوریل ۱۹۳۴) سیاستمدار، و دیپلمات اهل تانزانیا است. وی از ۹ نوامبر ۱۹۹۰ تا ۵ دسامبر ۱۹۹۴ نخست‌وزیر این کشور بود.